# Berthold Rassow
Berthold Leopold Peter Rassow (* 2. Oktober 1866 in Bergen auf Rügen; † 28. Dezember 1954 in Leipzig) war ein deutscher Chemiker.

## Leben

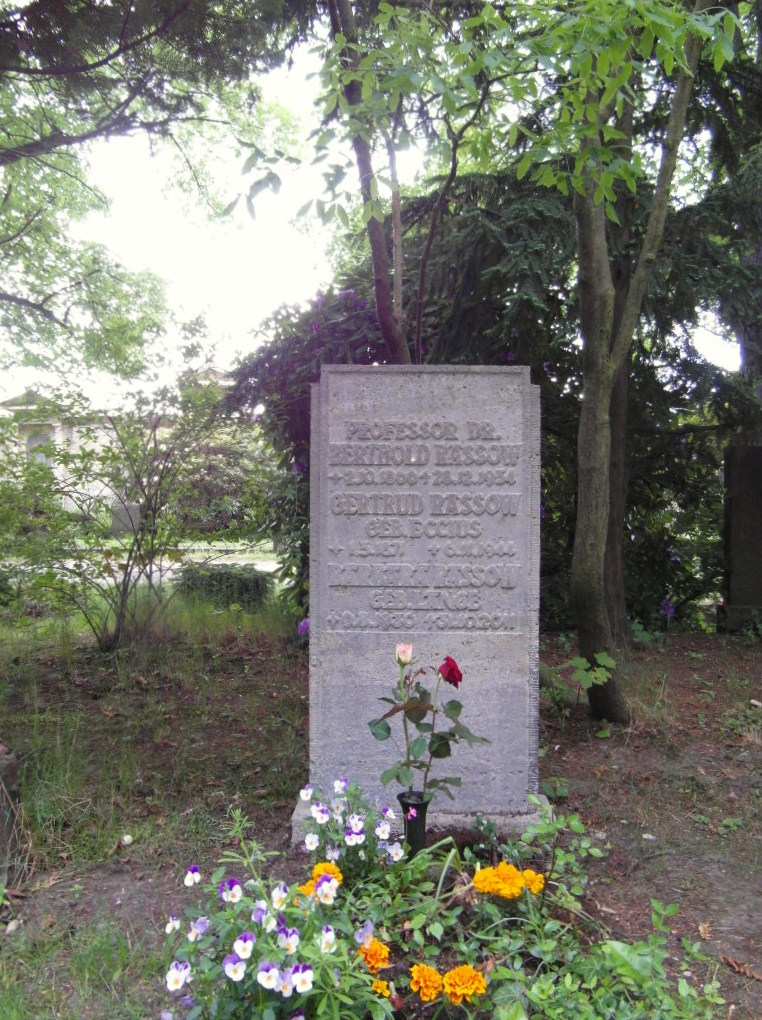
Grabstätte Berthold Rassow auf dem Südfriedhof in Leipzig

Rassow war Sohn des damaligen Kreisrichters Friedrich Rassow und studierte, nach der Reifeprüfung am Nikolai-Gymnasium in Leipzig, von 1885 bis 1892 Naturwissenschaften und Chemie an den Universitäten Leipzig, München und Berlin. 1890 promovierte er in Leipzig (Über die Zersetzung des dibrombernsteinsauren und des isodibrombernsteinsauren Kaliums). 1896 habilitierte sich Rassow an derselben Universität (über die Reduction von Oximido-Verbindungen). Nachdem er gerade vier Jahre Privatdozent war, stieg er bereits 1901 zum Extraordinarius auf. 1903 wurde Rassow Direktor des Chemischen Laboratoriums und Leiter der neugegründeten Abteilung für chemische Technologie in Leipzig, selbige Ämter bekleidete er bis 1936. Er war ab 1925 Mitglied der Deutschen Akademie der Naturforscher Leopoldina und gehörte der Nationalliberalen Partei sowie später der Deutschen Volkspartei an. Von 1904 bis 1923 fungierte er als Redakteur der Zeitschrift für angewandte Chemie, darüber hinaus war er unter anderem Herausgeber der „Jahrbücher der chemischen Technologie“ und des „Journals für praktische Chemie“. Im November 1933 unterzeichnete er das Bekenntnis der deutschen Professoren zu Adolf Hitler.

## Schriften (Auswahl)
- mit Hermann Ost: Lehrbuch der Technischen Chemie. 3. Aufl. Jänecke, Hannover 1898